# Porcupine
|  | Per a altres significats, vegeu «Porcupine (desambiguació)». |

Porcupine (lakota: pȟahíŋ siŋté; "jove porc espí") és una concentració de població designada pel cens dels Estats Units a l'estat de Dakota del Sud. Segons el cens del 2000 tenia 407 habitants.

## Demografia
Segons el cens del 2000, Porcupine tenia 407 habitants, 89 habitatges, i 76 famílies. La densitat de població era de 16,6 habitants per km².
Dels 89 habitatges en un 47,2% hi vivien nens de menys de 18 anys, en un 32,6% hi vivien parelles casades, en un 38,2% dones solteres, i en un 13,5% no eren unitats familiars. En el 9% dels habitatges hi vivien persones soles l'1,1% de les quals corresponia a persones de 65 anys o més que vivien soles. El nombre mitjà de persones vivint en cada habitatge era de 4,57 i el nombre mitjà de persones que vivien en cada família era de 4,83.
Per edats la població es repartia de la següent manera: un 42% tenia menys de 18 anys, un 13,5% entre 18 i 24, un 21,6% entre 25 i 44, un 18,9% de 45 a 60 i un 3,9% 65 anys o més.
L'edat mediana era de 21 anys. Per cada 100 dones de 18 o més anys hi havia 114,5 homes.
La renda mediana per habitatge era de 24.583 $ i la renda mediana per família de 26.667 $. Els homes tenien una renda mediana de 26.786 $ mentre que les dones 26.250 $. La renda per capita de la població era de 4.429 $. Entorn del 30,8% de les famílies i el 28,8% de la població estaven per davall del llindar de pobresa.

## Poblacions més properes
El següent diagrama mostra les poblacions més properes.